# Patellapis semipastina
Patellapis semipastina är en biart som först beskrevs av Cockerell 1940.  Patellapis semipastina ingår i släktet Patellapis och familjen vägbin. Inga underarter finns listade i Catalogue of Life.